# Autodistruttivo
Autodistruttivo è un singolo del gruppo musicale italiano La Sad, pubblicato il 7 febbraio 2024 come terzo estratto dal secondo album in studio Odio La Sad.
Il brano è stato presentato in gara durante la 74ª edizione del Festival di Sanremo, dove si è classificato al ventisettesimo posto al termine della kermesse musicale.

## Descrizione
Il brano è stato scritto da Matteo Botticini, Riccardo Zanotti, Francesco Emanuele Clemente, Enrico Fonte e Marco Paganelli.

## Video musicale
Il video musicale, diretto dal regista Saku per la Illmatic Film Group, è stato pubblicato sul canale YouTube del gruppo in concomitanza con il lancio del singolo. 

## Tracce
Testi di Matteo Botticini, Francesco Emanuele Clemente, Enrico Fonte, Riccardo Zanotti, musiche di Matteo Botticini, Marco Paganelli, Riccardo Zanotti.
1. Autodistruttivo – 3:09

## Esibizione al Festival di Sanremo 2024
Il 6 febbraio 2024, durante la prima serata del Festival di Sanremo 2024, La Sad è stata accompagnata sul palco da tre comparse: ciascuna di loro sorreggeva un cartello contenente il messaggio di una persona morta per suicidio, oltre alla frase "non parlarne è un suicidio".

## Formazione
Gruppo
- Theø – voce
- Plant – voce
- Fiks – voce

Produzione
- Riccardo Zanotti – produzione
- Marco Paganelli – produzione
- Matteo Botticini – produzione
- Andrea Fusini – programmazione aggiuntiva, missaggio, mastering

## Classifiche
| Classifica (2024) | Posizione massima |
| ----------------- | ----------------- |
| Italia            | 17                |